# أكودي نالخير
أڭودي نلخير هي قرية مغربية شمال المملكة. تنتمي أڭودي نلخير لإقليم أزيلال الساحلي. تضم هذه القرية 11.745 نسمة (إحصاء 2004).